# Bissorã (sector)
Bissorã é um sector da região administrativa de Oio na Guiné-Bissau com 1.122,9 km2.